# Sentier de la Grande Jument
Le sentier de la Grande Jument est un sentier de randonnée français situé à La Réunion, sur le territoire de la commune de l'Entre-Deux. Presque entièrement protégé au sein du parc national de La Réunion, il permet d'atteindre le Dimitile.